# Казела ди Монте Армато (Болоња)
Казела ди Монте Армато (итал. Casella di Monte Armato) је насеље у Италији у округу Болоња, региону Емилија-Ромања.
Према процени из 2011. у насељу је живело 36 становника. Насеље се налази на надморској висини од 160 м.